# パンダ目
パンダ目（パンダめ、英語: panda eyes, raccoon eyes, black eyes）は、頭部外傷において認められる症候の1つ。また、化粧用語としても用いられる。

## パンダの眼徴候
パンダの眼徴候は、眼窩周囲における皮下出血であり、頭蓋底骨折を示唆していることから重要である。これは、出血が皮下組織の比較的粗い眼瞼周辺に集まることで、眼瞼が腫脹、変色するというもので、前頭蓋底骨折では、髄液鼻漏、視神経障害、嗅覚消失などを合併することがある。このことから、髄液漏を疑う所見としても重要とされている。
また、目の周りを殴られたりぶつけたりした場合には、頭蓋骨の構造上、眼窩の骨に沿った形に内出血が起こって、パンダの眼徴候に似たあざが出来てしまうことがある。

## 化粧用語

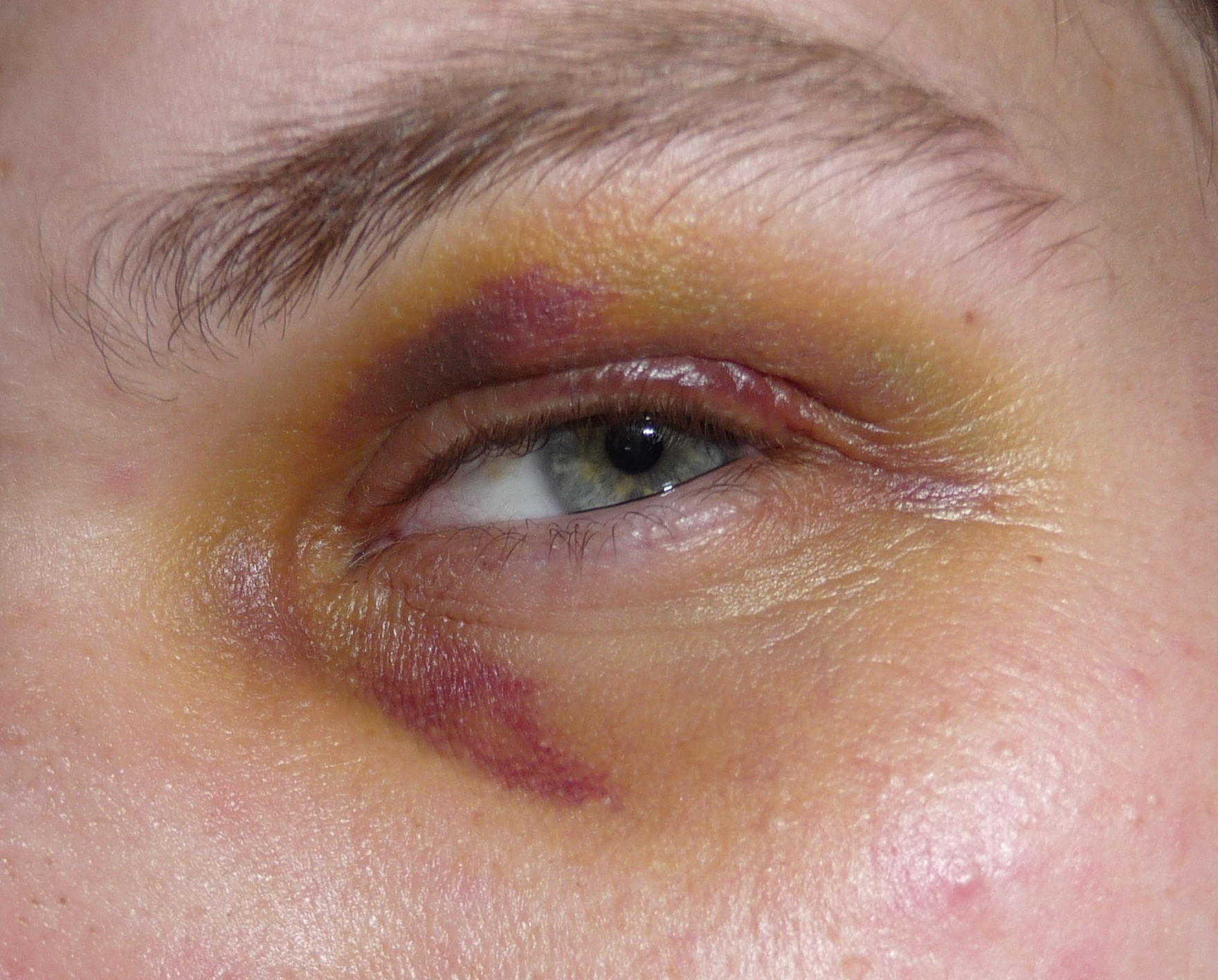
パンダ目

パンダ目（ぱんだめ）とは、化粧に関するスラングの一つ。
マスカラやアイライナーなどのアイメイクを施した後、汗や涙などの水分、皮脂によってそれらの化粧品がにじみ、目の周り（主に下まぶた）に付着してしまうこと。
これらの化粧品は黒、もしくは黒っぽい色であることが多いため、目の周りが黒い毛で囲まれているパンダに例えてこう呼ばれる。
アイメイク化粧品のうち、落ちにくさを重視したもののキャッチコピーなどにはしばしば「パンダ目になりにくい」という言葉が使われている。
水分に溶けにくい、という意味で「ウォータープルーフ」の言葉も良く使われる。しかしウォータープルーフを重視した製品は油溶性の基材を用いているため、皮脂の多い体質の人が使った場合かえってにじみやすくなることがある。
近年ではかなり性能の良い製品も多数売られているが、落ちにくい製品はすなわちクレンジングでも落としにくいものであり、落とし残しが発生しやすい。また無理なクレンジングで肌や睫毛を傷めることもあるため、いちがいに落ちにくければ良いというわけではない。体質や用途に応じた製品を選ぶことが重要である。

### パンダ目を防ぐ方法
- こまめに化粧直しをする。
- 落ちにくさを重視した化粧品を選ぶ。
- 自分の肌質に合った化粧品を選ぶ。
- 多少にじんでも目立ちにくい、茶色などの色を選ぶ。
- 化粧品は必要以上の量が付かないようにする。
- アイラインは上からアイシャドーを薄く塗っておくと落ちにくい。
- マスカラの場合は透明のマスカラ、またはコート用のマスカラを仕上げに塗る[1]。
- 下まぶたに薄い色のアイシャドーを塗っておくと化粧品が付きにくく、また付いても落ちやすくなる。